# 켈리 게일
켈리 게일(Kelly Gale, 1995년 5월 14일 ~ )은 스웨덴의 모델이다.